# Voorspanning (motor)

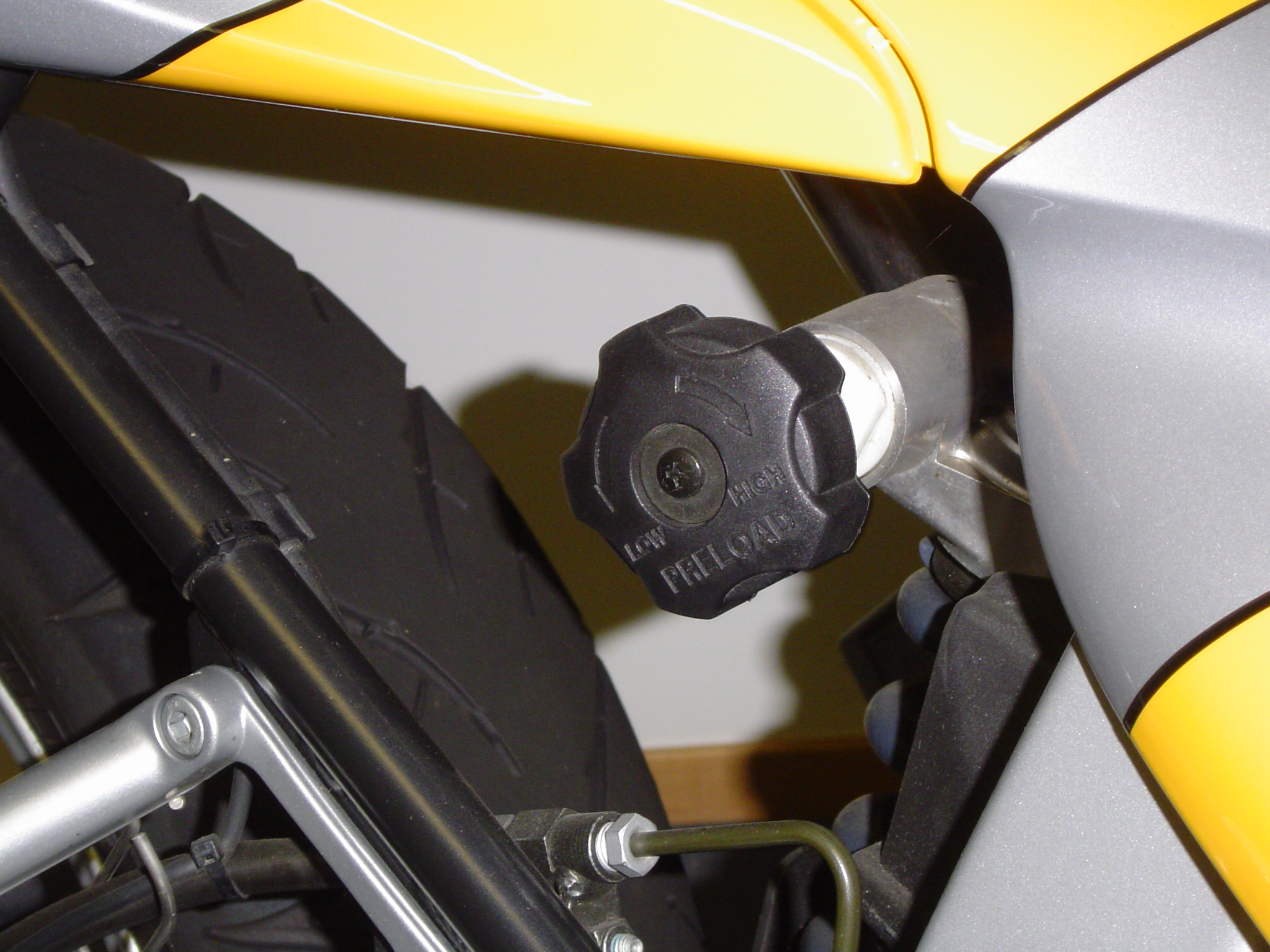
Stelknop voor de voorspanning van de achterveer van een BMW-motorfiets

De voorspanning of veervoorspanning is de afstelling van de veerelementen op de achterschokdemper(s) van een motorfiets.
Bij motorfietsen moet de achtervering worden aangepast wanneer men een passagier of bagage mee neemt. Dit wordt enerzijds gedaan om te voorkomen dat de koplamp door het inzakken van de achterkant de tegenliggers zou verblinden, anderzijds om de stuurcapaciteiten van de motorfiets enigszins acceptabel te houden. Door de achterveer (of -veren) strakker te zetten ontstaat er minder sag, dat wil zeggen de achterkant zakt minder in. Bovendien deint de motorfiets minder wanneer men over oneffenheden rijdt. 
Feitelijk is het woord 'veervoorspanning' veelal onjuist toegepast, wanneer het gaat om de instelmogelijkheid op een motorfiets. Bij veersystemen met een linksysteem gaat het vaak om de aanpassing van de hoogte van de ophanging. Deze hoogte is van invloed op de geometrie van de motorfiets, waarbij ook de balhoofdhoek beïnvloed wordt. De veerconstante blijft in beginsel ongewijzigd. Bij het toepassen van zwaardere lasten is het doorgaans wenselijk deze 'veervoorspanning' - dus hoogtestelling - aan te passen om de geometrieverandering te compenseren en de stuureigenschappen zo minimaal mogelijk te wijzigen. 
Ook als er geen belading wordt meegenomen is er al enige voorspanning op de vering.